# Мужчине живётся трудно. Фильм 6: История бескорыстного чувства
«Мужчине живётся трудно. Фильм 6: История бескорыстного чувства» (яп. 男はつらいよ　純情篇, отоко-ва цурай ё: дзюндзёхэн; другое название — «Неудавшийся роман Тора-сана»; англ. Tora-san's Shattered Romance (Tora-san 6) — японская комедия режиссёра Ёдзи Ямады, вышедшая на экраны в 1971 году.

## Сюжет
После долгих скитаний по стране, Тора-сан возвращается в Сибамату к родным, дяде Тацудзо, тёте Цунэ и сестре Сакуре. Узнав, что его комната сдана некой квартирантке, он вначале разозлился, и хотел было немедленно удалиться. Когда же Тора-сан увидел эту квартирантку, оказавшуюся очень даже красивой женщиной, он передумал уезжать, ибо влюбился в неё с первого взгляда. Квартиранткой оказалась дальняя родственница тёти Цунэ по имени Юко, приехавшая, чтобы найти убежище от своего мужа. Тора-сан решает жениться на ней, но как бы он ни вился вокруг прелестницы, родные изначально были настроены против такого союза, да и в один прекрасный день супруг Юко пришёл, чтобы забрать её.

## В ролях
- Киёси Ацуми — Торадзиро Курума (или Тора-сан)
- Аяко Вакао — Юко Акаси
- Тиэко Байсё — Сакура, сестра Торадзиро
- Гин Маэда — Хироси Сува, муж Сакуры
- Тиэко Мисаки — Цунэ, тётя Тора-сана
- Хисао Дадзай — Умэтаро Кацура, босс Хироси
- Гадзиро Сато — Гэн
- Нобуко Миямото — Кинуё
- Горо Таруми — муж Юко
- Тацуо Мацумура — доктор Ямасита
- Син Морикава — Тацудзо, дядя Тора-сана
- Тисю Рю — священник
- Хисая Морисигэ — Сэндзо

## Премьеры
- — национальная премьера фильма состоялась 15 января 1971 года в Токио[1].
- — премьера в США 1 сентября 1971 года[1].

## Награды и номинации
- Кинопремия «Майнити» (1972)
  - Премия лучшему режиссёру 1971 года — Ёдзи Ямада (ex aequo — «Мужчине живётся трудно. Фильм 7: История борьбы» и «Мужчине живётся трудно. Фильм 8: Любовная песня Торадзиро»)[2].
- Премия журнала «Кинэма Дзюмпо» (1972)
  - Номинация на премию за лучший фильм 1971 года, однако по результатам голосования занял лишь 12-е место[3].

## Комментарии
1. ↑  Русское название «Неудавшийся роман Тора-сана», встречающееся на некоторых русскоязычных сайтах в сети появилось от английского названия фильма в международном прокате — Tora-san’s Shattered Romance, однако в советском киноведении было принято упоминать о фильме в его переводе с японского оригинала